# Boeto de Calcedonia

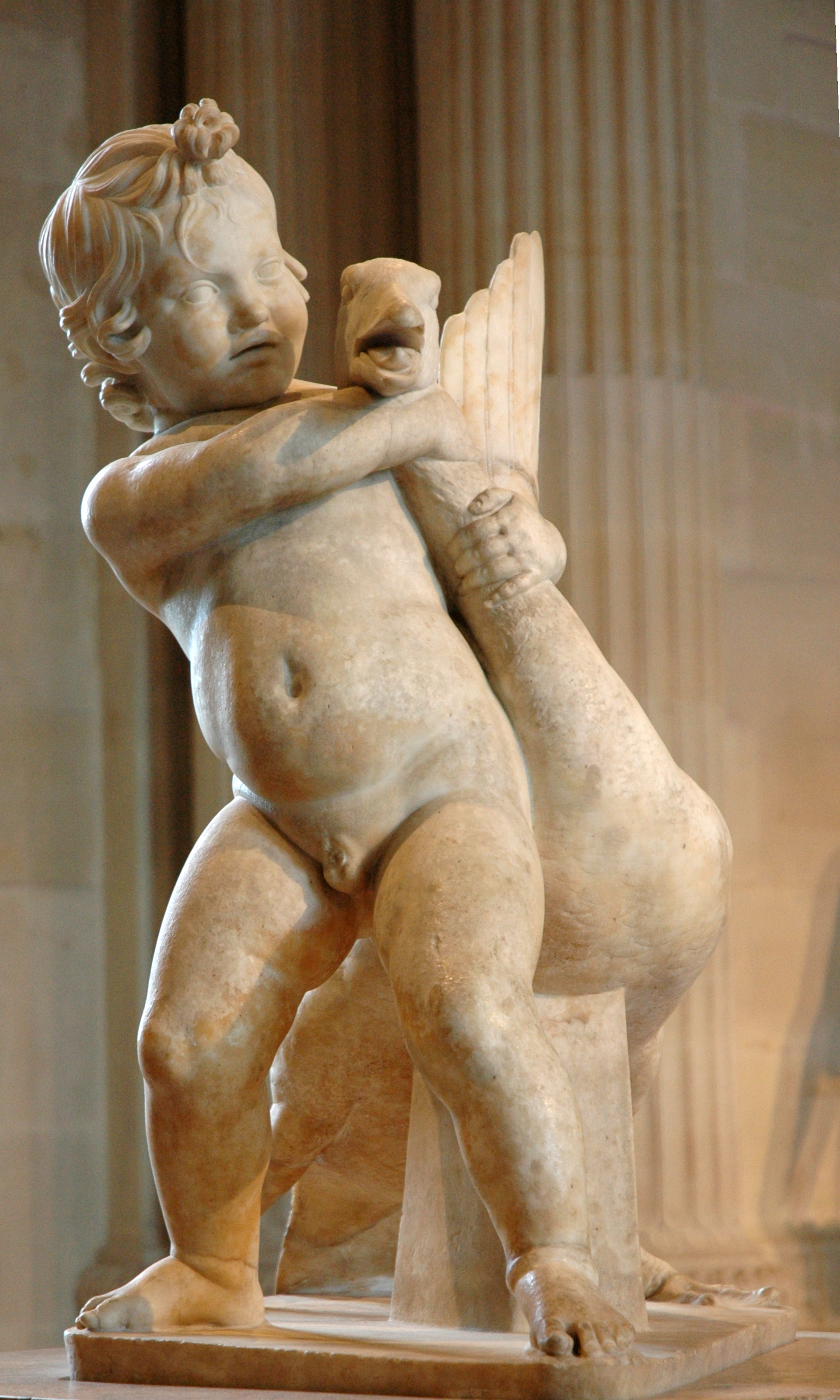
El niño de la oca, copia procedente de la Villa de los Quintili conservada en el Museo del Louvre. Otras copias se conservan en la Gliptoteca de Múnich y en los Museos Capitolinos de Roma.

Boeto de Caldedonia (Βόηθος ὁ Χαλκηδόνος) fue un escultor helenístico, cuyo nombre sugiere su procedencia de la ciudad de Calcedonia en Asia Menor.
El nombre se perpetuó en una familia de artistas durante generaciones, cuyo trabajo se registra hacia el 184 a. C. en Lindos, hacia el 160 a. C. en Delos y hacia el 122 a. C. en Atenas.
Su obra más conocida y citada en fuentes literarias es el Niño de la oca.
También aparece su nombre en la herma de bronce encontrada entre los restos del naufragio de Mahdía.